# Чайковський Григорій
Григо́рій Чайко́вський (* 1709, поблизу Сянока, нині Сянок, Польща — † 1757, Львів) — український живописець.

## Біографічні відомості
Родом з Сяніччини. Чернець кармелітського монастиря у Львові. Медичну та мистецьку освіту здобув у Римі.

## Творчість
Образи святих Йоакима й Анни, пророка Іллі, святого Яна, портрети провінціяла Ангелюса Постемського і пріора кармелітського монастиря Войцеха Борщевського.
Чайковський малював релігійні композиції і для інших монастирів Галичини, Волині і Литви. Зберігся його автопортрет.